# شنيفيس
شنيفيس (بالألمانية: Schnifis) هي بلدية في منطقة فيلدكيرش في ولاية فورارلبرغ النمساوية.